# Noyant-la-Plaine
Noyant-la-Plaine ist eine Ortschaft une eine Commune déléguée in der französischen Gemeinde Tuffalun mit 348 Einwohnern (Stand: 1. Januar 2022) im Département Maine-et-Loire in der Region Pays de la Loire. Die Einwohner werden Noyantais genannt.
Mit Wirkung vom 1. Januar 2016 wurden die Gemeinden Ambillou-Château, Louerre und Noyant-la-Plaine zu einer Commune nouvelle mit dem Namen Tuffalun zusammengelegt. Die Gemeinde Noyant-la-Plaine gehörte zum Arrondissement Saumur und zum Kanton Doué-la-Fontaine. 

## Geographie
Noyant-la-Plaine liegt etwa 34 Kilometer südöstlich von Angers. 

## Bevölkerungsentwicklung
| Jahr                      | 1962 | 1968 | 1975 | 1982 | 1990 | 1999 | 2006 | 2013 |
| Einwohner                 | 184  | 198  | 184  | 209  | 191  | 180  | 268  | 352  |
| Quelle: Cassini und INSEE |      |      |      |      |      |      |      |      |

## Sehenswürdigkeiten

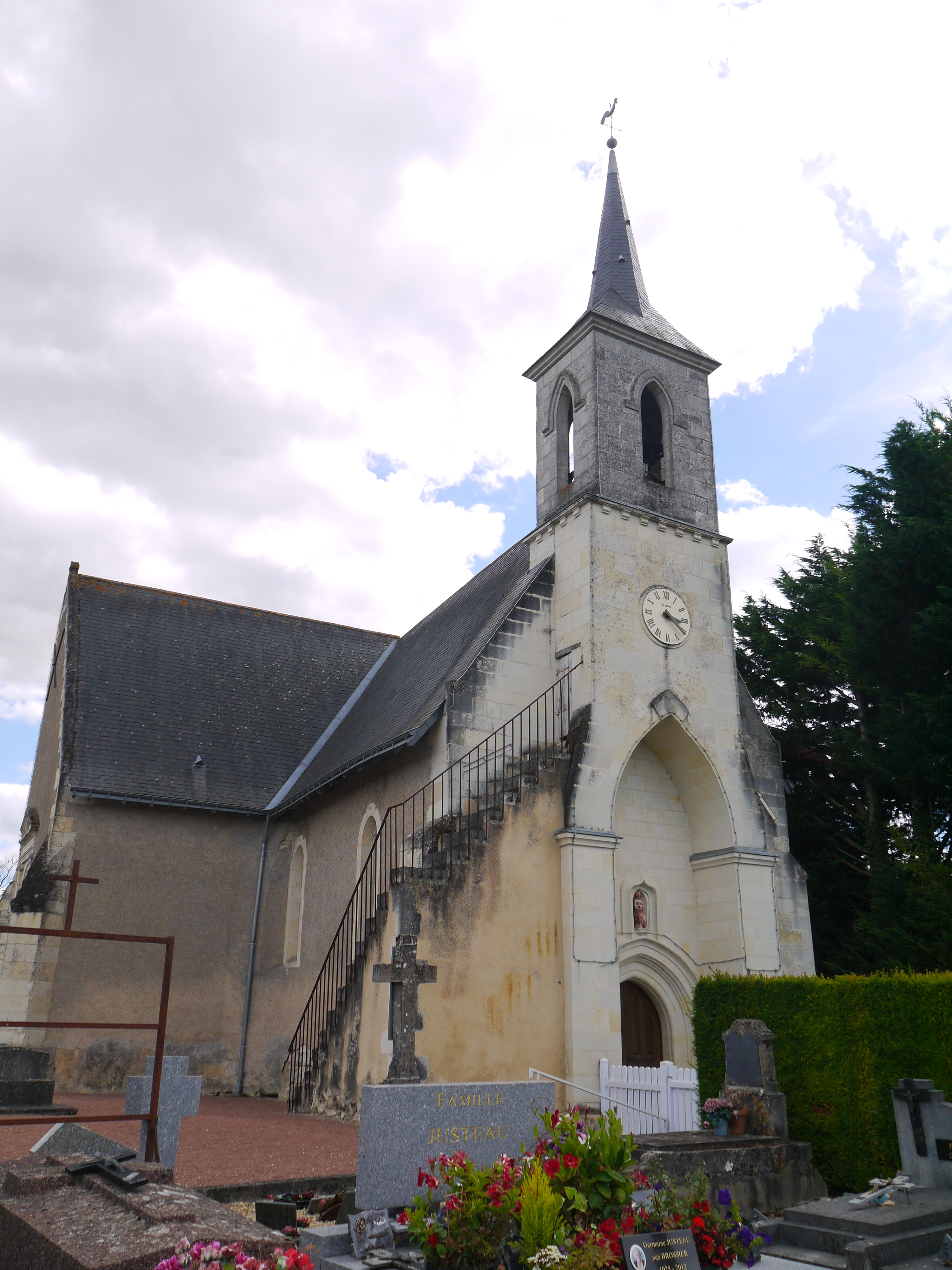
Kirche Sainte-Madeleine

- Kirche Sainte-Madeleine

## Weinbau
Die Rebflächen in Noyant-la-Plaine sind Teil des Weinbaugebietes Anjou.